# ジョージ・ヒンカピー
ジョージ・ヒンカピー（George Hincapie、1973年6月29日 - ）は、アメリカの自転車プロロードレース選手。ニューヨーク出身。1994年プロデビュー。190cmを超える長身から「ビッグ・ジョージ（Big George）」の愛称で呼ばれる。
ツール・ド・フランスに1996年から2012年まで17年連続して出場し、ランス・アームストロングの1999年から2005年の7連覇（後年にドーピングが発覚して全成績剥奪）の全てをアシストした唯一の選手であり、2007年のアルベルト・コンタドールの総合優勝と、2011年のカデル・エヴァンスの総合優勝でもアシストとして貢献した。また、1998年と2006年そして2009年にもアメリカ選手権を制した実力者。パリ〜ルーベやロンド・ファン・フラーンデレンといったクラシックレースでもたびたび上位に入っており、ワンデーレースも得意とする。

## 経歴
当初はスプリンターとしてデビューし、1999年にはヘント～ウェヴェルヘムとパリ〜ルーベでそれぞれ4位に入る力を見せ、アシストとしてもランス・アームストロングのツール・ド・フランス初優勝に貢献する。
2001年にはヘント～ウェヴェルヘムで優勝。パリ〜ルーベでも4位という好成績を残した。以後もたびたびクラシックで上位入賞を果たしつつ、ツール・ド・フランスではランスのアシストを勤める。
2005年はツール・ド・フランスの前哨戦であるドーフィネ・リベレで2勝。ツール・ド・フランスでも1勝をあげて総合でも14位という好成績を収めてランスの7連覇に華を添えた。
2006年はパリ〜ルーベで落車して鎖骨を骨折というアクシデントに見舞われたうえ、ランス引退後のツール・ド・フランスでは第一ステージで初のマイヨ･ジョーヌに袖を通すも最終的には32位に終わった。しかしエネコ・ツアーで1勝をあげたほか、自身2度目のアメリカ選手権を制して健在ぶりをアピール。
2007年はツアー・オブ・ジョージアで落車して再び骨折。春のクラシックシーズンをキャンセルし、12回目となるツール・ド・フランスに出場。総合優勝したアルベルト・コンタドールと3位のリーヴァイ・ライプハイマーのアシストを務め、タイムトライアルでも健闘。自身も総合24位に入り、チーム総合優勝にも大きく貢献した。
2008年はディスカバリーチャンネルの解散に伴って、ハイロード（現 チーム・コロンビア＝HTC）へ移籍。
- 2月のツアー・オブ・カリフォルニアでステージ勝利をあげた。

2009年
- 国内選手権・個人ロードレース 優勝
- ツール・ド・フランス第14ステージ終了時点で総合2位に浮上。その後のアルプス山脈超えステージで遅れを取ったが、総合19位に入った。

2010年、BMC・レーシングチームに移籍。
- ヘント〜ウェヴェルヘム 4位
- ロンド・ファン・フラーンデレン 6位

2011年
- ロンド・ファン・フラーンデレン 6位

2012年
- 6月12日、今シーズン限りの引退を言明[1]。
- 10月10日、過去にドーピングを行っていた事を認め、全米アンチドーピング機関(USADA)は6ヶ月の出場停止と2004年5月31日～2006年7月31日の成績の剥奪処分を下した[2][3]。

## 人物

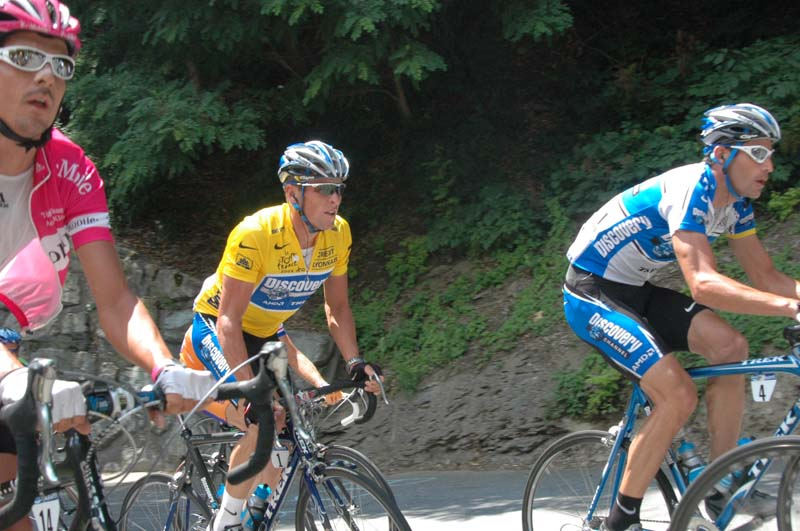
ランス・アームストロングをアシストするヒンカピー(右)

- 現役時代から、選手としての活動の傍ら「ジョージ・ヒンカピースポーツウエア」というアパレル会社を経営しており、実業家の顔も持っている。2010年より自身が所属するBMC・レーシングチームにバイクジャージを供給している。2015年にはアームストロングらと共同で、アウトドアスポーツ向けのファッションブランド「WEDŪ」を設立した[4]。
- オークリーのサングラス・レーシングジャケットを長年愛用しており、トレードマークになっていた（2007年からは同じオークリーのレーダーを使用している）。

## エピソード
- クラシックレースのパリ〜ルーベと縁が深く、妻にプロポーズしたのが2004年の大会終了後。2005年は初優勝の期待がかかるも絶好調のトム・ボーネンにくらいつかれ、結局2位。雪辱を期した2006年はフォークコラムが破断し、落車して鎖骨骨折。バイクを供給していたトレックが、慌てて原因究明に乗り出す事態になる（骨折する前に一度落車してガタが来ていたのをそのままにしていたのが原因と判明）など毎年のように話題を提供している。
- 心拍数が高いことでも知られ、プロレーサーにとっても限界に近い(心拍が鍛えられていない一般人にとっては限界以上ですらある)185bpmでも楽に走り続けられ、最大心拍数は200bpmを越えることもある。(個人差はあるものの一般に最大心拍数は[220ー年齢(±10)]とされる。)

## 所属チーム
- 1994-1995年　モトローラ (94年Motorola-Magniflex、95～96年Motorola）
- 1997-2004年　USポスタル サービス
- 2005-2007年　ディスカバリーチャンネル
- 2008-2009年　ハイロード
- 2010年-2012年 BMC・レーシングチーム

## 主な成績

### グランツール
- 2004年　ツール・ド・フランス1勝（チームTT）
- 2005年　ツール・ド・フランス2勝（うち1勝はチームTT）

### ステージレース
- 2005年　ドフィーネ・リベレ2勝
- 2006年　エネコ・ツアー1勝

### ワンデーレース
- アメリカ選手権ロードレース優勝（1998年、2006年、2009年）

- 2001年　ヘント～ウェヴェルヘム優勝
- 2005年　GP西フランスプルエー優勝